# Eurycryptus spilocephalus
Eurycryptus spilocephalus är en stekelart som först beskrevs av Cameron 1911.  Eurycryptus spilocephalus ingår i släktet Eurycryptus och familjen brokparasitsteklar. Inga underarter finns listade i Catalogue of Life.